# 彈珠機
弹珠机是一種具娛樂與賭博成份的遊戲機，在日本很常見，在台灣叫小鋼珠，中國大陆叫弹珠机，粵語中称为波子機。弹珠机本為純機械式操作，但現代的弹珠机加入投幣式自動賭博機元素。弹珠机店遍佈日本全國各地。因有非法賭博成份，弹珠机常与組織犯罪有关。

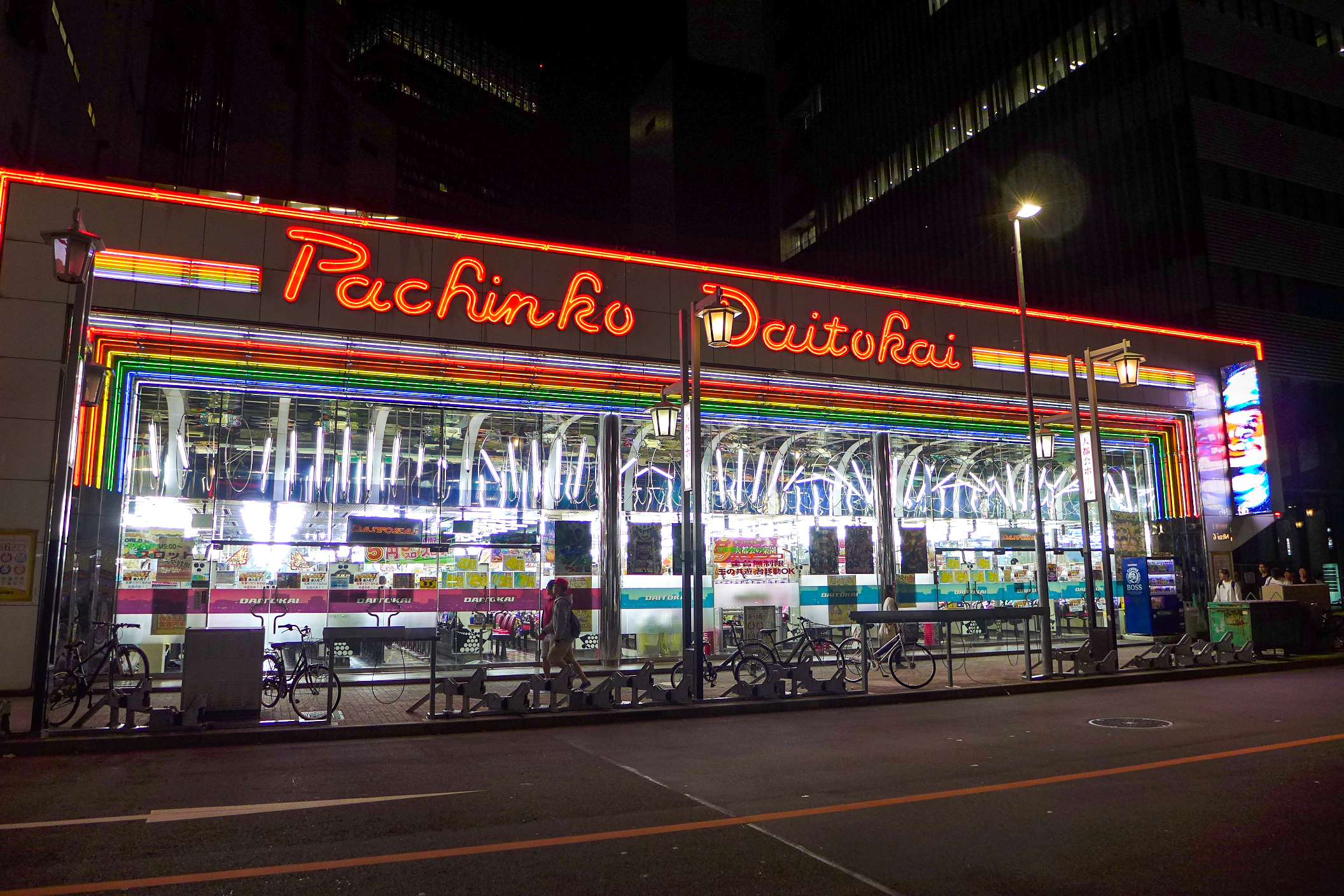
日本名古屋市的弹珠机店

## 歷史
弹珠机在20世纪初期於名古屋市發明，起源於大正時代有獎品的投幣式遊戲機，當時為供兒童遊玩的遊戲機。1942年被禁止。1946年解禁。

## 玩法規則
而在中国大陸由於除了極少數特區外名義上不允許賭博，引入后则主要演化成了仅供儿童玩耍的儿童式弹珠机，玩者投币一元人民幣，机器会出来五颗（可以自行调节）玻璃珠，把玻璃珠（一次可放1-10）颗放进投珠口中，位于正平面上的倍数灯（2、3、4、5）与钉子板底部上的12个通道灯就会开始闪耀；此时按下启动按钮，机器将随机确定倍数与通道灯，拉右边拉杆，把玻璃面板内的大塑料母球弹入通道后进入钉子板，若最后通过先前已亮着红灯的通道，即可获得其相应倍数的玻璃珠，中奖所得的玻璃珠可以重复使用。

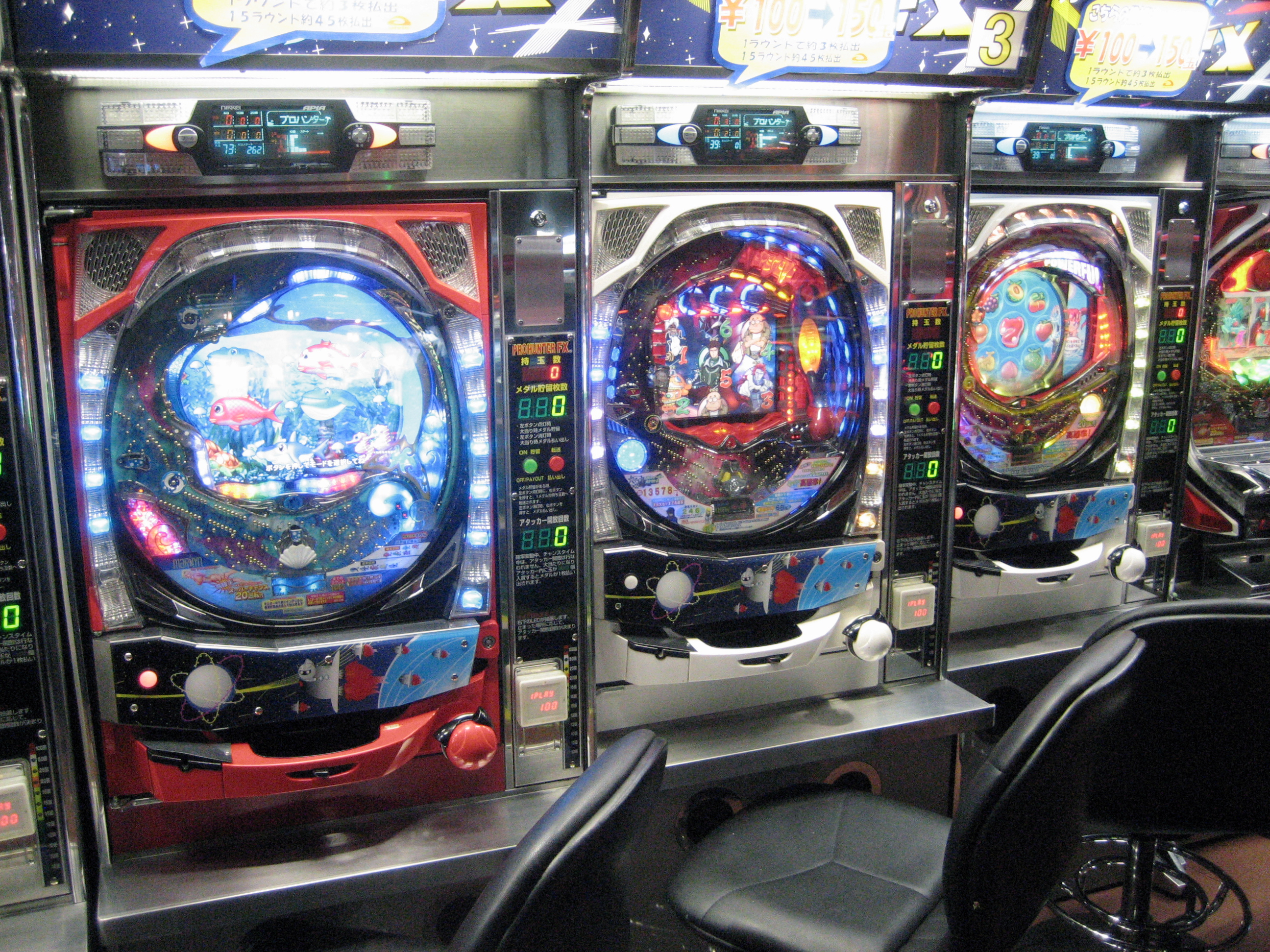
日本柏青哥店

在臺灣的柏青哥經營與日本大致相同，唯臺灣機台並不像日本有專門機構（厚生勞動省）驗證，將原本三齒的彈珠彈射器改為四齒，故每分鐘使用鋼珠數比日本多了33%，加上多數商家會更改日本原始程式降低中獎機率，所以在臺灣柏青哥期望值過低變成非常具有「娛樂性」的活動，而不是日本偏向賭博遊戲的狀況。在臺灣由手動以彈簧裝置發射的稱為彈珠台，由機械發射的稱為柏青哥，另有以鋼珠代替硬幣投入的小瑪莉機台。放在柏青哥遊樂場的吃角子老虎，則稱為柏青嫂。

## 註
1. ↑  粵語「波子機」無分檯形或遊戲規則。特指日式遊戲機時用「日式波子機」。